# ヤンコ・ニロヴィック

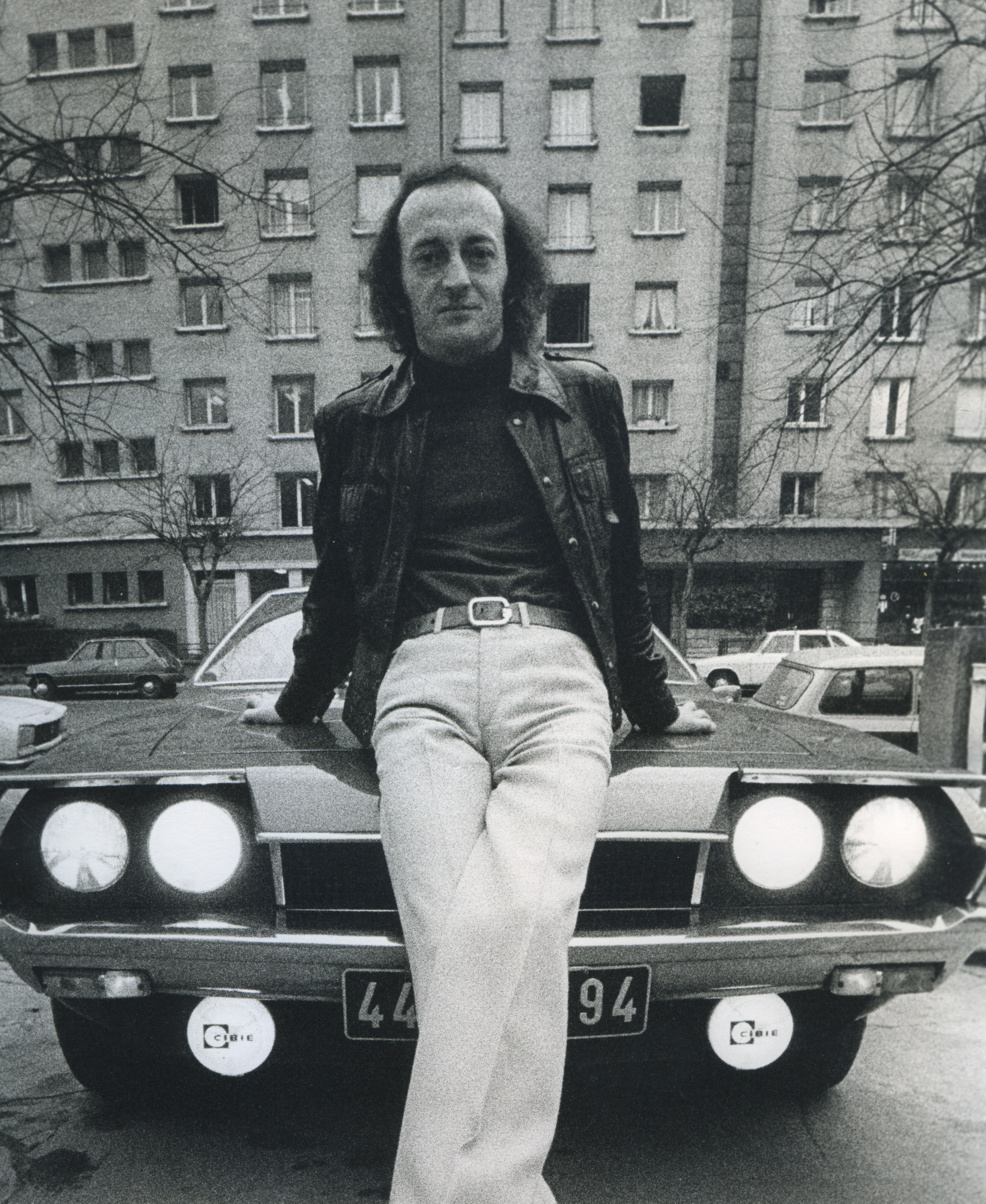
ヤンコ・ニロヴィック（1972年）

ヤンコ・ニロヴィック（Janko Nilovic、1941年5月20日‐）は、フランスを拠点に活動するトルコ・イスタンブール生まれのミュージシャン、作曲家、ピアニスト、キーボード (楽器)奏者。

## 経歴
1970年代フレンチ・ライブラリー・ミュージックの巨匠と称されている。
2000年代に入ってからは作品の再発売が行われた。なお、作品は、アニメ『星の子ポロン』や『スーパーバード 星から来たワトゥー』で劇伴として使用されていた。

## ディスコグラフィー

### (すべてリイシューCDの発売年で表記)
- Vocal Impressions (2007)
- Chorus (2007)
- Rythmes Contemporains (2010)
- Soul Impressions (2011)
- Funky Tramway (2011)